# Australomimetus stephanieae
Australomimetus stephanieae là một loài nhện trong họ Mimetidae.
Loài này thuộc chi Australomimetus. Australomimetus stephanieae được miêu tả năm 2009 bởi Harms & Harvey.